# Amstel Gold Race 2021
De wielerwedstrijd Amstel Gold Race werd in 2021 verreden op zondag 18 april. De wedstrijd voor de mannen, de 55e editie, maakte deel uit van de UCI World Tour van dit seizoen en die voor de vrouwen, de zevende editie, van de UCI Women's World Tour van dit seizoen.
Vanwege de coronapandemie werd de editie van 2020 aanvankelijk uitgesteld van april naar oktober en werd later alsnog geannuleerd. Het was lange tijd onzeker of de editie van 2021 wel doorgang kon vinden. Begin maart werd pas bekend dat de Amstel Gold Race gehouden kon worden, zij het onder strenge regels. Zo was er totaal geen publiek toegestaan. Hierdoor werd het parcours beperkt tot de finaleronde van de afgelopen jaren, met enkel de Geulhemmerberg, de Bemelerberg en de Cauberg. Deze lus van 16,9 kilometer werd door de mannen twaalf keer afgelegd gevolgd door een iets kortere ronde waarbij de Cauberg werd overgeslagen en de route over iets smallere wegen ging. De vrouwen reden zeven ronden over nagenoeg het zelfde parcours, eveneens over 16,9 kilometer. De start vond plaats in Valkenburg (parkeerterrein Holland casino) en de finish was op de gebruikelijke plek tussen Vilt en Berg en Terblijt.

## Mannen

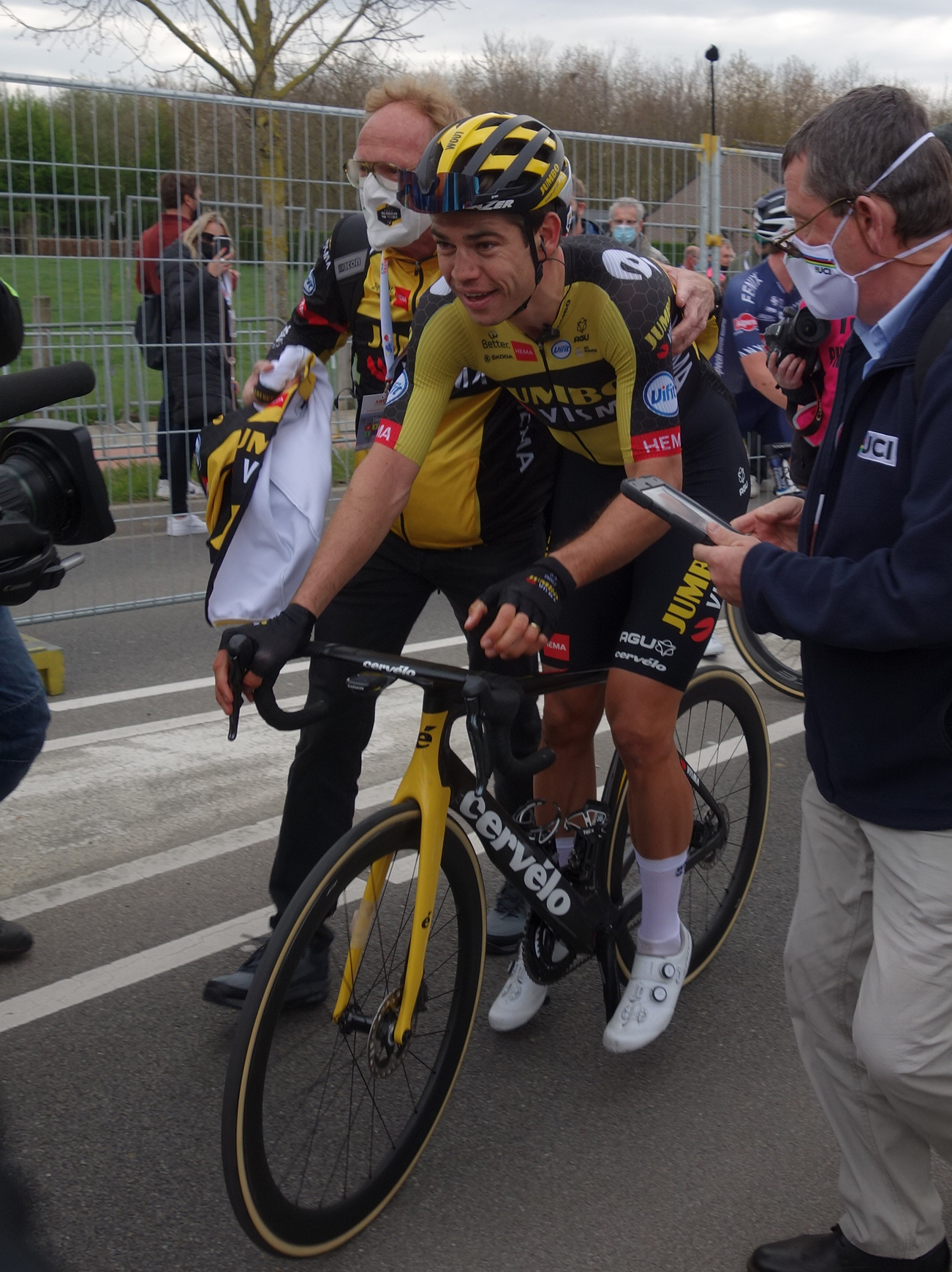
Wout Van Aert na de aankomst.

De winnaar bij de mannen in 2019, de Nederlander Mathieu van der Poel, deed dit jaar niet mee. De Belg Wout van Aert won bij de mannen voor de Brit Tom Pidcock, na een millimeterspurt die beslist werd door een fotofinish.

### Deelnemers
Per team mochten zeven renners worden opgesteld, wat het totaal aantal deelnemers op 175 bracht.

### Uitslag
| Plaats  | Naam                   | Ploeg                              | Tijd     |
| ------- | ---------------------- | ---------------------------------- | -------- |
| Winnaar | Wout van Aert          | Team Jumbo-Visma                   | 5u03'27" |
| 2       | Tom Pidcock            | INEOS Grenadiers                   | z.t.     |
| 3       | Maximilian Schachmann  | BORA-hansgrohe                     | z.t.     |
| 4       | Michael Matthews       | Team BikeExchange                  | + 3"     |
| 5       | Alejandro Valverde     | Movistar Team                      | z.t.     |
| 6       | Julian Alaphilippe     | Deceuninck–Quick-Step              | z.t.     |
| 7       | Kristian Sbaragli      | Alpecin-Fenix                      | z.t.     |
| 8       | Michał Kwiatkowski     | INEOS Grenadiers                   | z.t.     |
| 9       | Matej Mohorič          | Bahrain-Victorious                 | z.t.     |
| 10      | Tosh Van der Sande     | Lotto Soudal                       | z.t.     |
| 11      | Alex Aranburu          | Astana-Premier Tech                | z.t.     |
| 12      | Matteo Trentin         | UAE Team Emirates                  | z.t.     |
| 13      | Michael Valgren        | EF Education-Nippo                 | z.t.     |
| 14      | Patrick Konrad         | BORA-hansgrohe                     | z.t.     |
| 15      | Tiesj Benoot           | Team DSM                           | z.t.     |
| 16      | Guillaume Martin       | Cofidis                            | z.t.     |
| 17      | Ben Tulett             | Alpecin-Fenix                      | z.t.     |
| 18      | Aurélien Paret-Peintre | AG2R-Citroën                       | z.t.     |
| 19      | Markus Hoelgaard       | Uno-X Pro Cycling Team             | z.t.     |
| 20      | Quinten Hermans        | Intermarché-Wanty-Gobert Matériaux | z.t.     |
|         |                        |                                    |          |
| 37      | Wilco Kelderman        | BORA-hansgrohe                     | + 9"     |

## Vrouwen

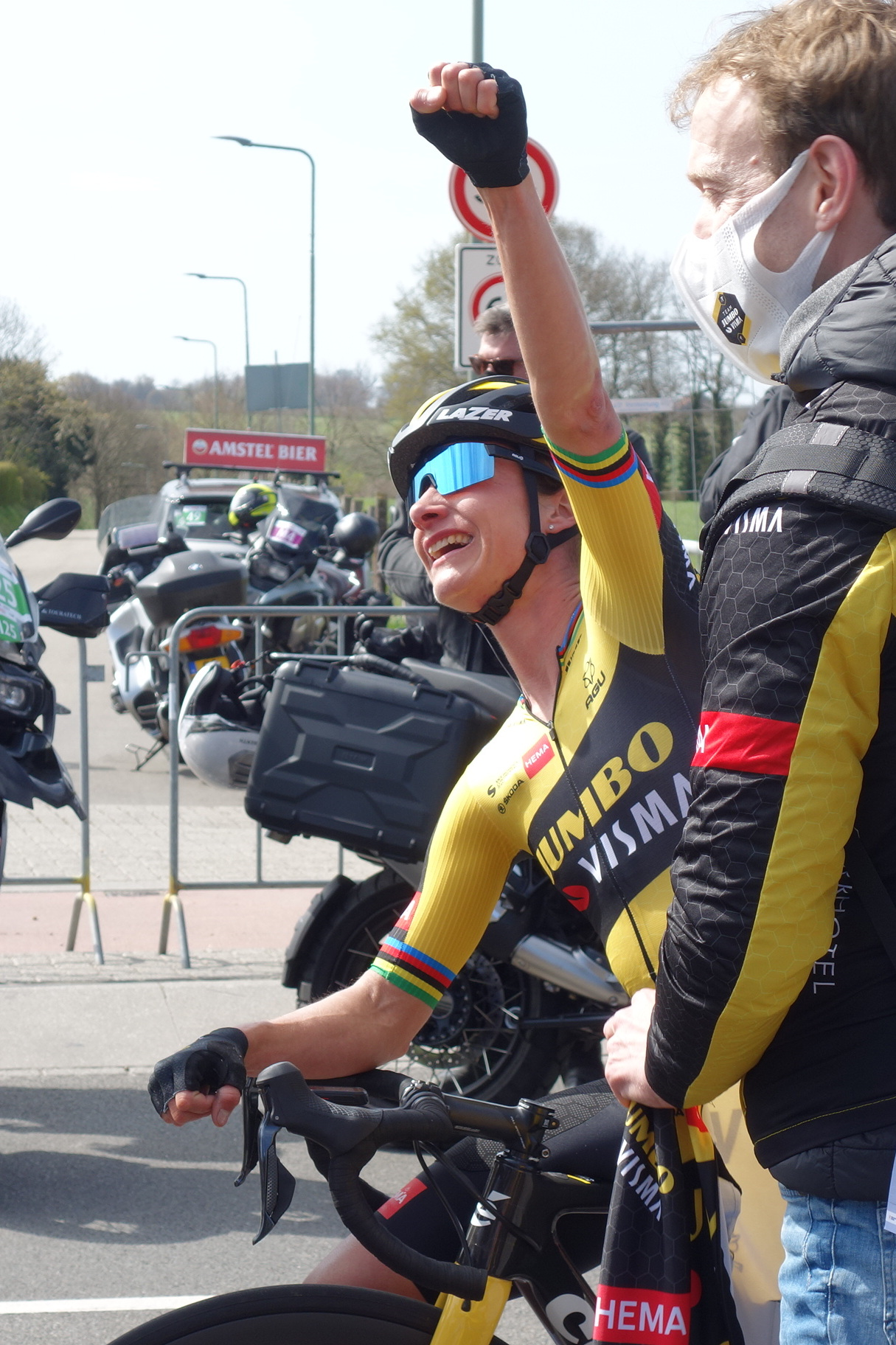
Marianne Vos na de aankomst.

Bij de vrouwen werd de winnares in 2019, de Poolse Katarzyna Niewiadoma deze editie tiende; zij werd op de erelijst opgevolgd door de Nederlandse Marianne Vos, die de sprint won van een selecte groep.

### Deelnemende ploegen
Er namen 24 teams deel met (op twee teams na) elk zes rensters aan de start wat het totaal aantal deelneemsters op 142 bracht.
| World Tourteams | UCI-teams | UCI-teams |
| --- | --- | --- |
| Alé BTC Ljubljana BikeExchange Canyon-SRAM FDJ Nouvelle-Aquitaine Futuroscope Liv Racing Movistar Team SD Worx Team DSM Trek-Segafredo | Andy Schleck-CP NVST-Immo Losch A.R. Monex Bingoal Casino-Chevalmeire CAMS-Tifosi Ceratizit-WNT Cogeas-Mettler Doltcini-Van Eyck Sport Grant Thornton Krush Tunap | Lotto Soudal Ladies Multum Accountants NXTG Racing Parkhotel Valkenburg Team Jumbo-Visma Team Tibco Valcar-Travel & Service |

### Uitslag
| Plaats  | Naam                      | Ploeg                              | Tijd     |
| ------- | ------------------------- | ---------------------------------- | -------- |
| Winnaar | Marianne Vos              | Team Jumbo-Visma                   | 3u00'20" |
| 2       | Demi Vollering            | SD Worx                            | z.t.     |
| 3       | Annemiek van Vleuten      | Movistar Team                      | z.t.     |
| 4       | Amanda Spratt             | BikeExchange                       | z.t.     |
| 5       | Soraya Paladin            | Liv Racing                         | z.t.     |
| 6       | Margarita Victoria García | Alé BTC Ljubljana                  | z.t.     |
| 7       | Cecilie Uttrup Ludwig     | FDJ Nouvelle-Aquitaine Futuroscope | + 1"     |
| 8       | Elisa Longo Borghini      | Trek-Segafredo                     | z.t.     |
| 9       | Ashleigh Moolman-Pasio    | SD Worx                            | z.t.     |
| 10      | Katarzyna Niewiadoma      | Canyon-SRAM                        | + 2"     |
|         |                           |                                    |          |
| 64      | Valerie Demey             | Liv Racing                         | + 9'43"  |

1966 · 1967 · 1968 · 1969 · 1970 · 1971 · 1972 · 1973 · 1974 · 1975 · 1976 · 1977 · 1978 · 1979 · 1980 · 1981 · 1982 · 1983 · 1984 · 1985 · 1986 · 1987 · 1988 · 1989 · 1990 · 1991 · 1992 · 1993 · 1994 · 1995 · 1996 · 1997 · 1998 · 1999 · 2000 · 2001 · 2002 · 2003 · 2004 · 2005 · 2006 · 2007 · 2008 · 2009 · 2010 · 2011 · 2012 · 2013 · 2014 · 2015 · 2016 · 2017 · 2018 · 2019 · 2020 · 2021 · 2022 · 2023 · 2024

Lijst van beklimmingen
Ronde van de Verenigde Arabische Emiraten ·
Omloop Het Nieuwsblad ·
Strade Bianche ·
Parijs-Nice · 
Tirreno-Adriatico · 
Milaan-San Remo ·
Ronde van Catalonië ·
Driedaagse Brugge-De Panne ·
E3 Saxo Bank Classic ·
Gent-Wevelgem ·
Dwars door Vlaanderen ·
Ronde van Vlaanderen ·
Ronde van het Baskenland ·
Amstel Gold Race ·
Waalse Pijl ·
Luik-Bastenaken-Luik ·
Ronde van Romandië ·
Ronde van Italië ·
Critérium du Dauphiné ·
Ronde van Zwitserland ·
Ronde van Frankrijk ·
Clásica San Sebastián ·
Ronde van Polen ·
Bretagne Classic ·
Benelux Tour ·
Ronde van Spanje ·
Eschborn-Frankfurt ·
Parijs-Roubaix ·
Ronde van Lombardije
Afgelaste wedstrijden: Tour Down Under · Great Ocean Road Race · EuroEyes Cyclassics · GP van Quebec · GP van Montreal · Ronde van Guangxi
Strade Bianche ·
Trofeo Alfredo Binda-Comune di Cittiglio ·
Driedaagse Brugge-De Panne ·
Gent-Wevelgem ·
Ronde van Vlaanderen ·
Amstel Gold Race ·
Waalse Pijl ·
Luik-Bastenaken-Luik ·
Ronde van Burgos ·
La Course by Le Tour de France ·
Clásica San Sebastián ·
Ronde van Noorwegen ·
Simac Ladies Tour ·
GP de Plouay-Bretagne ·
Ceratizit Challenge by La Vuelta ·
Parijs-Roubaix ·
The Women's Tour ·
Ronde van Drenthe
Afgelaste wedstrijden: Cadel Evans Great Ocean Road Race · RideLondon Classic · Postnord Vårgårda WestSweden · Ronde van Chongming · Ronde van Guangxi